# Моят грях
„Моят грях“ (на испански: Mi pecado) е мексиканска теленовела от 2009 г., създадена от Хосе Куаутемок Бланко, Мария дел Кармен Пеня, Виктор Мануел Медина, режисирана от Аурелио Авила и Хорхе Фонс и продуцирана от Хуан Осорио за Телевиса.
В главните роли са Маите Перони и Еухенио Силер, а в отрицателните – Даниела Кастро, Армандо Араиса, Серхио Гойри, Сабине Мусиер, Джесика Кох и Алтаир Харабо. Специално участие вземат актьорите Роберто Бландон, Франсиско Гаторно и Салвадор Санчес, както и в първите пет епизода – Лусия Мендес.

## Сюжет
Внимание:  Текстът по-долу разкрива сюжета на произведението (или части от него)!
Действието се развива в едно красиво мексиканско градче, където любовта, приятелството и предателството вървят ръка за ръка.
Главните герои са Хулиан и Лукресия, които се обичат още деца и това красиво чувство расте през годините докато не порастнат и тяхната любов не порасне с тях и стане още по-голяма. Любовта им ще срещне куп премеждия поради една или друга причина, но накрая всичко ще си заслужава.
Хулиан е бедно момче син на местния учител Родолфо Уерта и Хустина Уерта, жена без всякакви скрупули готова да на всичко, за да се измъкне от бедността. Тя става главната виновница отношенията между бащата на Хулиан и Лукресия, Паулино които са приятели още от деца да са в обтегнати отношения дори на моменти да не си говорят дълги години. Семейството има още един син Хосуе, който е по-малкият от двамата и по-глезеният от страна на майка му. Двамата с Хулиан са коренно различни по характери и това ги кара след години доста често да се карат, дори в момент да се борят за любовта на една и съща жена, Лукресия Кордоба.
Лукресия е най-възрастната дъщеря на Паулино Кордоба и Росарио Кордоба, които имат и син Сесар, който е по-малък с няколко години. Семейството е богато и една от най-уважаваните в околността заради търговията с ябълки, които произвеждат и изнасят за цялата страна. Майката на Лукресия още от малка не изпитва такава привързаност към нея поради някаква причина и отделя повече време на сина си Сесар, който става глезеното дете в къщата заради постоянни грижи на Росарио. За нещастие с него се случва фатална злополука още докато е дете и всичко това се оказва неблагоприятно за Лукресия, защото майка и е обвинява затова. Това отприщва голяма злоба към нея от страна на майка ѝ, което принуждава Паулино да е отпрати от града за дълги години, за да може да учи и след това да се върне при тях с надеждата майка ѝ с годините да намали болката и омразата към нея.
След дълги години Лукресия се връща вече пораснала и изучена в града и така отново се среща с Хулиан, който работи за Габино Роура. но никой в града не го харесва заради това, че той е обвинявам за смъртта на Сесар Кордоба и даже го наричат „Сатаната“.
Габино Роура е властен и уважавам човек в града, но славата му е на човек без всякакви скрупули и човек с тъмни сделки. Той убива своята съпруга Инес само и единствено да наследи цялото и богатство и така да стане най-богатият в околността. Има дъщеря Тереса и син Кармело, които са коренно различни един от друг.
Тереса е добро и нежно момиче готова да помогне на всеки с каквото може и е добра приятелска с Лукресия, докато Кармело е лентяй и човека без всякакви задръжки, по което доста прилича на баща си. Той ще се влюби в Лукресия и ще стане причина за много проблеми и пречки между влюбената двойка Лукресия и Хулиан.
Паулино Кордоба, Родолфо Уерта, Габино Роура и Матиас са четирима приятели от детинство, но животът ги променя по един или друг начин. Матиас е свещеникът в града, който е отдушник на всички проблеми на хората, както и на своите приятели. Той е готов на всичко, за да запази приятелите сплотени, които с всеки изминат ден се отдалечават един от друг по една или друга причина и това може да се окаже фатално за четиримата приятели.

## „Моят грях“ в България
В България сериалът започва на 21 юни 2012 г. по bTV Lady, всеки ден от 21:00 и завършва на 8 октомври. От 2 юни до 7 септември 2013 г. беше излъчен повторно, всяка събота и неделя от 10:00 по четири епизода.
| Озвучаващи артисти  | Йорданка Илова Таня Димитрова Силви Стоицов Христо Узунов Емил Емилов           |
| Преводачи           | София Стоянова Румяна Попова                                                    |
| 'Тонрежисьори       | Наталия Василева Галина Наумова Радослав Колев Добромир Христов Надежда Иванова |
| Режисьор на дублажа | Радослав Рачев                                                                  |

## Участват
- Маите Перони (Maite Perroni) – в ролята на Лукресия Кордоба
- Еухенио Силер (Eugenio Siller) – в ролята на Хулиан Уерта
- Армандо Араиса (Armando Araiza) – в ролята на Кармело Роура
- Джесика Кох (Jessica Coch) – в ролята на Рената Валенсия
- Даниела Кастро (Daniela Castro) – в ролята на Росарио Педраса де Кордоба
- Роберто Бландон (Roberto Blandón) – в ролята на Паулино Кордоба
- Сабин Мусие (Sabine Moussier) – в ролята на Хустина Алдама де Уерта
- Франсиско Гаторно (Francisco Gattorno) – в ролята на Родолфо Уерта
- Диего Амосурутия (Diego Amozurrutia) – в ролята на Хосуе Уерта
- Серхио Гойри (Sergio Goyri) – в ролята на Габино Роура
- Магда Карина (Magda Karina) – в ролята на Делфина Солис
- Салвадор Санчес (Salvador Sánchez) – в ролята на Отец Матиас
- Габриела Карийо (Gabriela Carrillo) – в ролята на Тереса Роура